# Anya Gallaccio
Anya Gallaccio (née en 1963) est une artiste britannique qui crée des installations minimalistes et des in situ et travaille souvent avec de la matière organique (notamment du chocolat, du sucre, des fleurs et de la glace). 
Son utilisation de matériaux organiques entraîne des processus naturels de transformation et de dégradation, ce qui signifie que Gallaccio est incapable de prédire le résultat final de ses installations. Quelque chose qui au début d'une exposition peut être agréable, tel que le parfum de fleurs ou de chocolat, deviendrait inévitablement de plus en plus désagréable avec le temps. Le caractère ponctuel et spécifique de son travail rend son travail particulièrement difficile à documenter. Son travail remet donc en cause la notion traditionnelle selon laquelle un objet d'art ou une sculpture devrait être essentiellement un monument dans un musée ou une galerie. Au lieu de cela, son travail vit souvent à travers la mémoire de ceux qui l'ont vu et vécu - ou le concept de l'œuvre d'art elle-même. 

## Pratique artistique
Une grande partie de son travail utilise des matériaux organiques, notamment des fruits, des légumes et des fleurs. Parfois, ces matériaux subissent une modification au cours de leur exposition. Dans Red on Green (1992), dix mille têtes de roses placées sur un lit de leurs tiges se sont desséchées au fil de l'exposition. Pour Intensities and Surfaces (1996), Gallaccio a laissé un bloc de glace de 32 tonnes avec un noyau de sel dans la station de pompage désaffectée de Wapping et l'a laissé fondre. 